# ベロニカ・キャンベル＝ブラウン
ベロニカ・キャンベル＝ブラウン（Veronica Campbell-Brown、1982年5月15日 - ）は、ジャマイカの陸上競技選手である。オリンピックで8つのメダルを獲得しており、特に200mでは、2004年、2008年と連覇している。これは、ベーベル・エッカート（東ドイツ）が1976年、1980年に達成して以来で、女子では史上2人目となった。

## 経歴
ジュニアの時代から頭角を現しており、1999年の世界ユース選手権では、100mと4×100mリレーの2種目で金メダルを獲得している。翌2000年には、世界ジュニア選手権で史上初めて100mと200mで2冠を達成した。その年のシドニーオリンピックでは、18歳にして4×100mリレーのメンバーとして参加し、銀メダルを獲得した。
2004年アテネオリンピックでは、まず100mで銅メダルを獲得すると、200mでは、後のライバルとなるアメリカのアリソン・フェリックスを抑えて金メダルを獲得。さらに4×100mリレーでも優勝し、金メダル2個を含め3つのメダルを獲得する大活躍であった。
翌年の世界選手権では100m、4×100mリレーで2個の銀メダルを獲得した。200mでは優勝候補と見られていたが、決勝ではカーブを曲がりきれずに外側のレーンにはみ出てしまった。失格にこそならなかったものの、直線でクリスティーン・アーロン（フランス）にかわされ、メダルを逃した。
2007年の世界選手権女子100m決勝では、長い写真判定の結果、2位のローリン・ウィリアムズ（アメリカ）と11秒01の同タイムながら、金メダルを獲得した。また、200mはフェリックスに敗れて銀メダルであった。4×100mリレーでは、アンカーのキャンベルがトーリ・エドワーズ（アメリカ）との差を縮めたが、わずかに100分の3秒及ばず、こちらも銀メダルであった。
2007年11月、アーカンソー大学時代の同級生で陸上選手のオマー・ブラウンと結婚し、ベロニカ・キャンベルからベロニカ・キャンベル＝ブラウンとなった。結婚式にはマリーン・オッティ、タイソン・ゲイや、ジャマイカ首相のブルース・ゴールディングらも出席した。
2008年北京オリンピック国内選考会の100mでは、10秒88という好タイムを記録するも4位に終わり、世界チャンピオンが国内選考会で敗れるという波乱の展開となった。しかし、200mでは貫禄を見せて優勝。タイムは21秒94の自己ベストであった。迎えたオリンピックの開会式ではジャマイカ選手団の旗手を務め、200mでは、自己ベストを大きく更新する21秒74で優勝した。4×100mリレーは、キャンベル＝ブラウンに加え、100mでメダルを独占した3人（シェリー＝アン・フレーザー、シェローン・シンプソン、ケロン・スチュワート）というメンバーで、世界記録更新も期待されていたが、決勝ではバトンミスにより失格となった。
2013年6月、禁止薬物(フロセミド)の陽性反応を示した。

## 主な実績
| 年   | 大会                               | 場所                           | 種目    | 結果 | 記録   |
| ---- | ---------------------------------- | ------------------------------ | ------- | ---- | ------ |
| 1999 | 世界ユース選手権                   | ブィドゴシュチュ（ポーランド） | 100m    | 1位  | 11秒49 |
| 2000 | 世界ジュニア選手権                 | サンティアゴ（チリ）           | 100m    | 1位  | 11秒12 |
| 2000 | 世界ジュニア選手権                 | サンティアゴ（チリ）           | 200m    | 1位  | 22秒87 |
| 2000 | オリンピック                       | シドニー（オーストラリア）     | 4x100mR | 2位  | 42秒13 |
| 2002 | コモンウェルスゲームズ             | マンチェスター（イギリス）     | 100m    | 2位  | 11秒00 |
| 2004 | オリンピック                       | アテネ（ギリシャ）             | 100m    | 3位  | 10秒97 |
| 2004 | オリンピック                       | アテネ（ギリシャ）             | 200m    | 1位  | 22秒05 |
| 2004 | オリンピック                       | アテネ（ギリシャ）             | 4x100mR | 1位  | 41秒73 |
| 2004 | IAAFワールドアスレチックファイナル | モンテカルロ（モナコ）         | 100m    | 1位  | 10秒91 |
| 2004 | IAAFワールドアスレチックファイナル | モンテカルロ（モナコ）         | 200m    | 1位  | 22秒64 |
| 2005 | 世界選手権                         | ヘルシンキ（フィンランド）     | 100m    | 2位  | 10秒95 |
| 2005 | 世界選手権                         | ヘルシンキ（フィンランド）     | 200m    | 4位  | 22秒38 |
| 2005 | 世界選手権                         | ヘルシンキ（フィンランド）     | 4x100mR | 2位  | 41秒99 |
| 2005 | IAAFワールドアスレチックファイナル | モンテカルロ（モナコ）         | 100m    | 1位  | 10秒92 |
| 2005 | IAAFワールドアスレチックファイナル | モンテカルロ（モナコ）         | 200m    | 2位  | 22秒37 |
| 2006 | コモンウェルスゲームズ             | メルボルン（オーストラリア）   | 200m    | 2位  | 22秒72 |
| 2007 | 世界選手権                         | 大阪（日本）                   | 100m    | 1位  | 11秒01 |
| 2007 | 世界選手権                         | 大阪（日本）                   | 200m    | 2位  | 22秒34 |
| 2007 | 世界選手権                         | 大阪（日本）                   | 4x100mR | 2位  | 42秒01 |
| 2008 | オリンピック                       | 北京（中国）                   | 200m    | 1位  | 21秒74 |
| 2009 | 世界選手権                         | ベルリン（ドイツ）             | 100m    | 4位  | 10秒95 |
| 2009 | 世界選手権                         | ベルリン（ドイツ）             | 200m    | 2位  | 22秒35 |
| 2010 | 世界室内選手権                     | ドーハ（カタール）             | 60m     | 1位  | 7秒00  |
| 2011 | 世界選手権                         | テグ（韓国）                   | 100m    | 2位  | 10秒97 |
| 2011 | 世界選手権                         | テグ（韓国）                   | 200m    | 1位  | 22秒22 |
| 2011 | 世界選手権                         | テグ（韓国）                   | 4x100mR | 2位  | 41秒70 |
| 2012 | オリンピック                       | ロンドン（イギリス）           | 100m    | 3位  | 10秒81 |

## 自己ベスト
| 種目 | 記録   | 風速     | 場所                               | 日付          | 備考         |
| ---- | ------ | -------- | ---------------------------------- | ------------- | ------------ |
| 60m  | 7秒00  | （室内） | ドーハ（カタール）                 | 2010年3月14日 | 世界歴代10位 |
| 100m | 10秒76 | +1.1 m/s | オストラヴァ（チェコ）             | 2011年5月31日 | 世界歴代10位 |
| 200m | 21秒74 | +0.6 m/s | 北京（中国）                       | 2008年8月21日 |              |
| 200m | 22秒38 | （室内） | バーミンガム（イギリス）           | 2005年2月18日 | 世界歴代5位  |
| 400m | 52秒25 | ―        | オーランド（アメリカ合衆国）       | 2011年3月26日 |              |
| 400m | 52秒24 | （室内） | フェイエットビル（アメリカ合衆国） | 2005年1月22日 |              |